# Hammer Smashed Face
A Hammer Smashed Face az amerikai Cannibal Corpse 1993-ban megjelent EP-je. Egy Black Sabbath és egy Possessed feldolgozás is megtalálható rajta a címadó dal, a Shredded Humans és a Meat Hook Sodomy mellett. A kislemezre a két átirat mellett csak a címadó került fel. A Hammer Smashed Face című dal jelentősége a death metalban körülbelül olyan meghatározó, mint a Black Sabbath-tól a Paranoid, vagy a Deep Purple-től a Smoke on the Water hard rock/heavy metal stílusban.

## Számlista
EP verzió
1. "Hammer Smashed Face"  – 4:04
2. "The Exorcist" (Possessed-feldolgozás) – 4:37
3. "Zero the Hero" (Black Sabbath-feldolgozás) – 6:35
4. "Meat Hook Sodomy" – 5:47
5. "Shredded Humans" – 5:12

Kislemez
1. "Hammer Smashed Face" – 4:04
2. "The Exorcist"  (Possessed-feldolgozás) – 4:37
3. "Zero the Hero" (Black Sabbath-feldolgozás) – 6:35

## Fordítás
- Ez a szócikk részben vagy egészben  a   Hammer Smashed Face című angol Wikipédia-szócikk fordításán alapul.  Az eredeti cikk szerkesztőit annak laptörténete sorolja fel. Ez a jelzés csupán a megfogalmazás eredetét és a szerzői jogokat jelzi, nem szolgál a cikkben szereplő információk forrásmegjelöléseként.

## Külső hivatkozások
- Cannibal Corpse hivatalos honlapja